# Asbel Kiprop
Asbel Kipruto Kiprop (Uasin Gishu, 30 giugno 1989) è un mezzofondista keniota.
È stato tre volte campione mondiale, dal 2011 al 2015, e campione olimpico dei 1500 metri piani ai Giochi olimpici di Pechino 2008, titolo che gli è stato assegnato oltre un anno dopo dal CIO, in seguito alla squalifica per doping dell'atleta marocchino naturalizzato bahreinita Rashid Ramzi.
È risultato positivo all'eritropoietina a seguito di un controllo antidoping del 27 novembre 2017. La IAAF lo ha pertanto squalificato per 4 anni.

## Progressione

### 800 metri piani
| Stagione | Tempo   | Luogo       | Data      | Rank. Mond. |
| -------- | ------- | ----------- | --------- | ----------- |
| 2017     | 1'44"43 | Londra      | 9-7-2017  |             |
| 2015     | 1'45"11 | Doha        | 15-5-2015 | 28º         |
| 2014     | 1'43"34 | Saint-Denis | 5-7-2014  | 6º          |
| 2013     | 1'45"54 | Roma        | 6-6-2013  | 52º         |
| 2012     | 1'45"91 | Sydney      | 18-2-2012 | 67º         |
| 2011     | 1'43"15 | Monaco      | 22-7-2011 | 3º          |
| 2010     | 1'43"45 | Doha        | 14-5-2010 | 5º          |
| 2009     | 1'43"17 | Doha        | 8-5-2009  | 5º          |
| 2008     | 1'44"71 | Losanna     | 2-9-2008  | 18º         |

### 1500 metri piani
| Stagione | Tempo   | Luogo      | Data      | Rank. Mond. |
| -------- | ------- | ---------- | --------- | ----------- |
| 2017     | 3'33"17 | Stoccolma  | 18-6-2017 |             |
| 2016     | 3'29"33 | Birmingham | 5-6-2016  |             |
| 2015     | 3'26"69 | Monaco     | 17-7-2015 | 1º          |
| 2014     | 3'28"45 | Monaco     | 18-7-2014 | 2º          |
| 2013     | 3'27"72 | Monaco     | 19-7-2013 | 1º          |
| 2012     | 3'28"88 | Monaco     | 20-7-2012 | 1º          |
| 2011     | 3'30"46 | Rieti      | 10-9-2011 | 1º          |
| 2010     | 3'31"78 | Rieti      | 29-8-2010 | 8º          |
| 2009     | 3'31"20 | Roma       | 10-7-2009 | 4º          |
| 2008     | 3'31"64 | Roma       | 11-7-2008 | 3º          |
| 2007     | 3'35"24 | Osaka      | 29-8-2007 | 33º         |

## Palmarès
| Anno | Manifestazione      | Sede           | Evento       | Risultato  | Prestazione | Note                          |
| ---- | ------------------- | -------------- | ------------ | ---------- | ----------- | ----------------------------- |
| 2007 | Mondiali di cross   | Mombasa        | Corsa U20    | Oro        | 24'07"      |                               |
| 2007 | Giochi panafricani  | Algeri         | 1500 m piani | Oro        | 3'38"97     |                               |
| 2007 | Mondiali            | Osaka          | 1500 m piani | 4º         | 3'35"24     | Miglior prestazione personale |
| 2008 | Campionati africani | Addis Abeba    | 800 m piani  | Bronzo     | 1'46"02     |                               |
| 2008 | Giochi olimpici     | Pechino        | 1500 m piani | Oro        | 3'33"11     |                               |
| 2009 | Mondiali            | Berlino        | 800 m piani  | Semifinale | 1'52"05     |                               |
| 2009 | Mondiali            | Berlino        | 1500 m piani | 4º         | 3'36"47     |                               |
| 2010 | Campionati africani | Nairobi        | 1500 m piani | Oro        | 3'36"19     | Record dei campionati         |
| 2011 | Mondiali            | Taegu          | 1500 m piani | Oro        | 3'35"69     |                               |
| 2012 | Giochi olimpici     | Londra         | 1500 m piani | 12º        | 3'43"83     |                               |
| 2013 | Mondiali            | Mosca          | 1500 m piani | Oro        | 3'36"28     |                               |
| 2014 | World Relays        | Nassau         | 4×1500 m     | Oro        | 14'22"22    | Record mondiale               |
| 2014 | Campionati africani | Marrakech      | 1500 m piani | Argento    | 3'42"58     |                               |
| 2015 | Mondiali            | Pechino        | 1500 m piani | Oro        | 3'34"40     |                               |
| 2016 | Giochi olimpici     | Rio de Janeiro | 1500 m piani | 6º         | 3'50"87     |                               |
| 2017 | Mondiali            | Londra         | 1500 m piani | 8º         | 3'37"24     |                               |

## Campionati nazionali
2007
- Oro ai campionati kenioti, 1500 m piani - 3'43"0 m

2008
- Bronzo ai campionati kenioti, 800 m piani - 1'47"64

2010
- Oro ai campionati kenioti, 1500 m piani - 3'33"69

2011
- Argento ai campionati kenioti, 1500 m piani - 3'32"26

2013
- Oro ai campionati kenioti, 800 m piani - 1'45"5 m

2015
- Oro ai campionati kenioti, 800 m piani - 1'45"4 m

2017
- Bronzo ai campionati kenioti, 1500 m piani - 3'42"6 m

## Altre competizioni internazionali
2007
- 11º all'Athletissima ( Losanna), 1500 m piani - 3'41"05

2008
- Argento alla World Athletics Final ( Stoccarda), 1500 m piani - 3'37"93
- Oro al Golden Gala ( Roma), 1500 m piani - 3'31"64
- Oro al Meeting de Paris ( Parigi), 1500 m piani - 3'32"78
- 8º al Memorial Van Damme ( Bruxelles), 1500 m piani - 3'36"82
- Oro all'Athletissima ( Losanna), 800 m piani - 1'44"71

2009
- Oro al Prefontaine Classic ( Eugene), miglio - 3'48"50
- Oro al Golden Gala ( Roma), 1500 m piani - 3'31"20
- Argento al Weltklasse Zürich ( Zurigo), 1500 m piani - 3'34"09

2010
- Oro ai Bislett Games ( Oslo), miglio - 3'49"56
- Oro al Prefontaine Classic ( Eugene), miglio - 3'49"75
- Oro al Memorial Van Damme ( Bruxelles), 1500 m piani - 3'32"18
- Argento allo Shanghai Golden Grand Prix ( Shanghai), 1500 m piani - 3'32"22
- Oro al British Grand Prix ( Gateshead), 1500 m piani - 3'33"34
- Argento al Doha Diamond League ( Doha), 800 m piani - 1'43"45
- 6º in Coppa continentale ( Spalato), 1500 m piani - 3'38"81
- Vincitore della Diamond League nella specialità dei 1500 m piani / miglio (22 punti)

2011
- Oro ai Bislett Games ( Oslo), miglio - 3'50"86
- Bronzo al Prefontaine Classic ( Eugene), miglio - 3'49"55
- Argento allo Shanghai Golden Grand Prix ( Shanghai), 1500 m piani - 3'31"76
- Argento al Meeting de Paris ( Parigi), 1500 m piani - 3'33"04
- Argento al Bauhaus-Galan ( Stoccolma), 1500 m piani - 3'34"42
- Argento all'Herculis ( Monaco), 800 m piani - 1'43"15
- Bronzo al Memorial Van Damme ( Bruxelles), 800 m piani - 1'44"46
- Oro al Doha Diamond League ( Doha), 800 m piani - 1'44"74
- Bronzo al Golden Gala ( Roma), 800 m piani - 1'46"02
- 9º all'Athletissima ( Losanna), 800 m piani - 1'49"72

2012
- Oro ai Bislett Games ( Oslo), miglio - 3'49"22
- Oro al Prefontaine Classic ( Eugene), miglio - 3'49"40
- Oro all'Herculis ( Monaco), 1500 m piani - 3'28"88
- 5º al Memorial Van Damme ( Bruxelles), 1500 m piani - 3'32"88
- Argento al Doha Diamond League ( Doha), 1500 m piani - 3'29"78
- 7º allo Shanghai Golden Grand Prix ( Shanghai), 800 m piani - 1'47"97

2013
- Argento al Prefontaine Classic ( Eugene), miglio - 3'49"53
- Oro al Doha Diamond League ( Doha), 1500 m piani - 3'31"13
- Oro allo Shanghai Golden Grand Prix ( Shanghai), 1500 m piani - 3'32"39
- 6º al Bauhaus-Galan ( Stoccolma), 1500 m piani - 3'35"49
- 9º al Golden Gala ( Roma), 800 m piani - 1'45"54

2014
- Argento in Coppa continentale ( Marrakech), 1500 m piani - 3'49"10
- 7º al Prefontaine Classic ( Eugene), miglio - 3'50"26
- Oro al British Grand Prix ( Birmingham), miglio - 3'51"89
- Oro al Doha Diamond League ( Doha), 1500 m piani - 3'29"18
- Bronzo al Golden Gala ( Roma), 1500 m piani - 3'31"89
- 12º al Memorial Van Damme ( Bruxelles), 1500 m piani - 3'34"41
- Oro al Meeting de Paris ( Parigi), 800 m piani - 1'43"34

2015
- Bronzo al Prefontaine Classic ( Eugene), miglio - 3'51"25
- Oro ai Bislett Games ( Oslo), miglio - 3'51"45
- Oro ai London Anniversary Games ( Londra), miglio - 3'54"87
- Oro all'Herculis ( Monaco), 1500 m piani - 3'26"69
- 9º al Memorial Van Damme ( Bruxelles), 800 m piani - 1'47"09
- Vincitore della Diamond League nella specialità dei 1500 m piani / miglio (17 punti)

2016
- Oro ai Bislett Games ( Oslo), miglio - 3'51"48
- Oro al Prefontaine Classic ( Eugene), miglio - 3'51"54
- Oro al british Grand Prix ( Birmingham), 1500 m piani - 3'29"33
- Bronzo al Memorial Van Damme ( Bruxelles), 1500 m piani - 3'31"87
- Oro al Doha Diamond League ( Doha), 1500 m piani - 3'32"15
- 6º all'Herculis ( Monaco), 1500 m piani - 3'32"03
- 4º all'Athletissima ( Losanna), 1000 m piani - 2'14"23
- Vincitore della Diamond League nella specialità dei 1500 m piani / miglio (42 punti)

2017
- 13º al Prefontaine Classic ( Eugene), miglio - 3'58"24
- Bronzo al Bauhaus-Galan ( Stoccolma), 1500 m piani - 3'33"17
- 11º all'Herculis ( Monaco), 1500 m piani - 3'34"91
- Bronzo ai London Anniversary Games ( Londra), 800 m piani - 1'44"43
- 8º al Memorial Van Damme ( Bruxelles), 800 m piani - 1'49"85